# Stefanie Vögele
Stefanie Vögele (ou Voegele), née le 10 mars 1990 à Leuggern, est une joueuse professionnelle suisse de tennis.

## Carrière
Stefanie Vögele participe à la Fed Cup pour la première fois en 2005. Battue en play-off dans le premier simple par l'Autrichienne Yvonne Meusburger, elle perd également le double qui ne comporte pas d'enjeu, la Suisse ayant déjà perdu la rencontre. L'année suivante, la Suissesse gagne son premier titre ITF à Tel Aviv en décembre. En 2007, elle gagne deux autres titres ITF à Hyderabad et Toruń et perd trois finales.
En 2008, Vögele dispute son premier match en Grand Chelem à l'US Open où elle s'incline au premier tour contre Flavia Pennetta 2-6, 6-2, 6-2. Elle dispute son premier quart de finale de tournoi WTA à Birmingham contre Li Na avant de perdre au premier tour de Wimbledon contre Venus Williams. La même année, Vögele atteint la demi-finale à Portorož où elle est dominée par Sara Errani, puis un quart de finale à Tachkent. Elle conclut l'année à la 76e place mondiale.
En 2010, elle obtient ses meilleurs résultats à Portorož puis Tachkent avec un quart de finale. 63e mondiale au début du mois de mars, elle quitte durant l'année le top 100 mondial.
En 2012, Vögele atteint en février la finale en double du tournoi de Bogota associée à Mandy Minella. En simple, elle est tout d'abord huitième de finaliste à Charleston où elle est battue en trois sets par la tête de série numéro 4 Vera Zvonareva. En fin d'année, elle dispute une finale et gagne deux titres au niveau ITF pour terminer l'année à la 113e place mondiale.
En février 2013, après avoir amené un point pour la Suisse au premier tour du groupe mondial II de Fed Cup, Vögele atteint la demi-finale à Memphis et égale le 1er avril son meilleur classement : 63e. Lors du tournoi qui suit, à Charleston, elle bat successivement les têtes de série numéro 7 (Carla Suárez Navarro), 10 (Julia Görges) et 2 (Caroline Wozniacki) avant de s'incliner en demi-finale face à la tête de série numéro 9, Jelena Janković, en trois sets. La victoire contre Wozniacki est la première de Vögele contre une joueuse classée dans les dix premières mondiales. À la suite de cette performance, la Suissesse atteint son meilleur classement en simple, 57e. Le 15 avril, elle progresse d'un rang. Deuxième joueuse suisse lors du barrage d'accession au groupe mondial I de Fed Cup disputé contre l'Australie, Vögele perd ses deux rencontres en deux sets contre Samantha Stosur puis Ashleigh Barty lors d'une rencontre gagnée 3 points à 1 par l'Australie. La Suisse demeure alors dans le groupe mondial II. Éliminée ensuite au troisième tour de Roland-Garros par Maria Kirilenko, la Suissesse réalise à cette occasion sa meilleure performance en Grand Chelem. Progressant ensuite à la 51e place mondiale, Vögele, battue par Sorana Cîrstea, ne parvient toujours pas cependant à franchir le premier tour de Wimbledon.
Dominée ensuite au premier tour de l'US Open par la Slovaque Anna Schmiedlová, Vögele atteint en octobre la demi-finale de deux tournois consécutifs, à Linz où elle est battue par Ana Ivanović (6-4, 6-4), puis à Luxembourg, où elle abandonne à la suite d'une blessure à la cuisse contre Annika Beck (7-5, 1-0 ab.). Elle devient alors 44e joueuse mondiale.
Elle annonce en novembre 2022 mettre un terme à sa carrière professionnelle pour fonder une famille.

## Palmarès

### Titre en simple dames
Aucun

### Finale en simple dames
| No | Date       | Nom et lieu du tournoi                     | Catégorie | Dotation  | Surface    | Vainqueure     | Score          |          |
| -- | ---------- | ------------------------------------------ | --------- | --------- | ---------- | -------------- | -------------- | -------- |
| 1  | 26-02-2018 | Abierto Mexicano Telcel por HSBC, Acapulco | Intern'l  | 250 000 $ | Dur (ext.) | Lesia Tsurenko | 5-7, 7-62, 6-2 | Parcours |

### Titre en double dames
Aucun

### Finale en double dames
| No | Date       | Nom et lieu du tournoi         | Catégorie | Dotation  | Surface      | Vainqueures                    | Partenaire    | Score    |          |
| -- | ---------- | ------------------------------ | --------- | --------- | ------------ | ------------------------------ | ------------- | -------- | -------- |
| 1  | 13-02-2012 | XX Copa BBVA-Colsanitas Bogota | Intern'l  | 220 000 $ | Terre (ext.) | Eva Birnerová Alexandra Panova | Mandy Minella | 6-2, 6-2 | Parcours |

### Finale en simple en WTA 125
| No | Date       | Nom et lieu du tournoi                  | Catégorie | Dotation  | Surface    | Vainqueure      | Score         |          |
| -- | ---------- | --------------------------------------- | --------- | --------- | ---------- | --------------- | ------------- | -------- |
| 1  | 27-01-2020 | Oracle Challenger Series, Newport Beach | WTA 125   | 150 000 $ | Dur (ext.) | Madison Brengle | 6-1, 3-6, 6-2 | Parcours |

## Parcours en Grand Chelem

### En simple dames
| Année | Open d'Australie | Open d'Australie   | Internationaux de France | Internationaux de France | Wimbledon       | Wimbledon                 | US Open         | US Open             |
| ----- | ---------------- | ------------------ | ------------------------ | ------------------------ | --------------- | ------------------------- | --------------- | ------------------- |
| 2008  | Q1               | Angelika Bachmann  | Q2                       | Betina Jozami            | Q1              | Lilia Osterloh            | 1er tour (1/64) | Flavia Pennetta     |
| 2009  | Q3               | Chanelle Scheepers | Q2                       | Polona Hercog            | 1er tour (1/64) | Venus Williams            | 2e tour (1/32)  | Francesca Schiavone |
| 2010  | 2e tour (1/32)   | Victoria Azarenka  | 1er tour (1/64)          | Serena Williams          | 1er tour (1/64) | Maria Kirilenko           | 1er tour (1/64) | Dominika Cibulková  |
| 2011  | Q1               | Lesia Tsurenko     | Q3                       | Heather Watson           | Q1              | Carla Suárez Navarro      | Q2              | Aleksandra Wozniak  |
| 2012  | 1er tour (1/64)  | Sabine Lisicki     | Q2                       | Julia Cohen              | Q2              | Kristýna Plíšková         | 1er tour (1/64) | Edina Gallovits     |
| 2013  | 1er tour (1/64)  | Tamira Paszek      | 3e tour (1/16)           | Maria Kirilenko          | 1er tour (1/64) | Sorana Cîrstea            | 1er tour (1/64) | A. K. Schmiedlová   |
| 2014  | 2e tour (1/32)   | Dominika Cibulková | 2e tour (1/32)           | Andrea Petkovic          | 1er tour (1/64) | Jarmila Gajdošová         | 1er tour (1/64) | Zheng Saisai        |
| 2015  | 2e tour (1/32)   | Caroline Garcia    | 1er tour (1/64)          | Vitalia Diatchenko       | 1er tour (1/64) | Madison Keys              | Q1              | Mandy Minella       |
| 2016  | Q2               | Luksika Kumkhum    | Q2                       | Barbara Haas             | 1er tour (1/64) | Jelena Janković           | 1er tour (1/64) | Kurumi Nara         |
| 2017  | 2e tour (1/32)   | Venus Williams     | —                        | —                        | —               | —                         | Q2              | Georgia Brescia     |
| 2018  | Q3               | A. K. Schmiedlová  | 1er tour (1/64)          | Lesia Tsurenko           | 1er tour (1/64) | Ashleigh Barty            | 1er tour (1/64) | Monica Puig         |
| 2019  | 1er tour (1/64)  | Hsieh Su-wei       | Q1                       | Xu Shilin                | 1er tour (1/64) | Kaia Kanepi               | Q1              | Zoe Hives           |
| 2020  | Q3               | Monica Niculescu   | 1er tour (1/64)          | Patricia Maria Țig       | Annulé          | Annulé                    | 1er tour (1/64) | María Sákkari       |
| 2021  | Q1               | Katharina Gerlach  | 1er tour (1/64)          | Jasmine Paolini          | Q1              | Asia Muhammad             | 1er tour (1/64) | Emma Raducanu       |
| 2022  | 1er tour (1/64)  | Daria Kasatkina    | Q1                       | Julia Grabher            | Q1              | Irene Burillo Escorihuela | Q1              | Carolina Alves      |
|       |                  |                    |                          |                          |                 |                           |                 |                     |
| 2025  | —                | —                  | Q1                       | Ella Seidel              | Q1              | Ena Shibahara             |                 |                     |

N.B. : à droite du résultat se trouve le nom de l'ultime adversaire.

### En double dames
| Année | Open d'Australie                                                                       | Open d'Australie                                                                   | Internationaux de France                                                             | Internationaux de France                                                                  | Wimbledon | Wimbledon                                                                           | US Open                                                                    | US Open |
| ----- | -------------------------------------------------------------------------------------- | ---------------------------------------------------------------------------------- | ------------------------------------------------------------------------------------ | ----------------------------------------------------------------------------------------- | --------- | ----------------------------------------------------------------------------------- | -------------------------------------------------------------------------- | ------- |
| 2009  | —                                                                                      | —                                                                                  | —                                                                                    | —                                                                                         | —         | —                                                                                   | 2e tour (1/16) P. Mayr \|\| style="text-align:left;" \| A. Medina V. Ruano |         |
| 2010  | —                                                                                      | —                                                                                  | 2e tour (1/16) P. Kvitová \|\| style="text-align:left;" \| M. Kirilenko A. Radwańska | —                                                                                         | —         | 1er tour (1/32) P. Kvitová \|\| style="text-align:left;" \| K. Peschke K. Srebotnik |                                                                            |         |
| 2013  | 1er tour (1/32) C. Giorgi \|\| style="text-align:left;" \| S. Williams V. Williams     | 1er tour (1/32) E. Birnerová \|\| style="text-align:left;" \| V. King M. Niculescu | 1er tour (1/32) E. Birnerová \|\| style="text-align:left;" \| V. Lepchenko Zheng S.  | 1er tour (1/32) E. Birnerová \|\| style="text-align:left;" \| K. Mladenovic G. Voskoboeva |           |                                                                                     |                                                                            |         |
| 2014  | 2e tour (1/16) M. Rybáriková \|\| style="text-align:left;" \| D. Hantuchová L. Raymond | 2e tour (1/16) J. Čepelová \|\| style="text-align:left;" \| A. Barty C. Dellacqua  | 3e tour (1/8) K. Barrois \|\| style="text-align:left;" \| A. Hlaváčková Zheng J.     | 1er tour (1/32) R. Olaru \|\| style="text-align:left;" \| A. Kudryavtseva An. Rodionova   |           |                                                                                     |                                                                            |         |
| 2015  | 1er tour (1/32) K. Koukalová \|\| style="text-align:left;" \| Chan Y.-j. Zheng J.      | —                                                                                  | —                                                                                    | 1er tour (1/32) J. Čepelová \|\| style="text-align:left;" \| J. Rae A. Smith              | —         | —                                                                                   |                                                                            |         |

N.B. : le nom du ou de la partenaire se trouve sous le résultat ; le nom des ultimes adversaires se trouve à droite.

### En double mixte
N'a jamais participé à un tableau final.

## Parcours en «Premier Mandatory» et «Premier 5»
Découlant d'une réforme du circuit WTA inaugurée en 2009, les tournois WTA « Premier Mandatory » et « Premier 5 » constituent les catégories d'épreuves les plus prestigieuses, après les quatre levées du Grand Chelem.

### En simple dames
| Année |       |                              |                               |                             |                              |                              |            |       |                               |                              |  |                               |
| Doha  | Dubaï | Indian Wells                 | Miami                         | Madrid                      | Rome                         | Canada                       | Cincinnati | Pékin |                               | Tokyo                        |  |                               |
| Doha  | Dubaï | Indian Wells                 | Miami                         | Madrid                      | Rome                         | Canada                       | Cincinnati | Pékin | Wuhan                         |                              |  |                               |
| Doha  | Dubaï | Indian Wells                 | Miami                         | Madrid                      | Rome                         | Canada                       | Cincinnati | Pékin | Guadalajara                   |                              |  |                               |
| 2009  |       |                              | 1er tour (1/32) D. Hantuchová |                             |                              |                              |            |       |                               |                              |  |                               |
| 2010  |       |                              | 2e tour (1/16) R. Kulikova    | 1er tour (1/64) Chan Y-j.   | 1er tour (1/64) A. Cornet    | 1er tour (1/32) V. Williams  |            |       |                               |                              |  |                               |
| 2013  |       |                              |                               | 2e tour (1/32) N. Petrova   | 2e tour (1/32) K. Flipkens   | 1er tour (1/32) A. Medina    |            |       |                               | 1er tour (1/32) A. Radwańska |  | 1er tour (1/32) S. Stephens   |
| 2014  |       | 2e tour (1/16) A. Kleybanova |                               | 1er tour (1/64) A. Beck     | 1er tour (1/64) C. Dellacqua | 1er tour (1/32) P. Cetkovská |            |       |                               |                              |  | 1er tour (1/32) T. Bacsinszky |
| 2015  |       |                              |                               |                             | 2e tour (1/32) C. Suárez     |                              |            |       |                               |                              |  |                               |
| 2018  |       |                              |                               |                             | 1er tour (1/64) S. Kenin     |                              |            |       | 1er tour (1/32) S. Kuznetsova |                              |  |                               |
| 2019  |       |                              | 2e tour (1/16) B. Bencic      | 3e tour (1/16) B. Andreescu |                              |                              |            |       |                               |                              |  |                               |
|       |       | WTA 1000                     |                               |                             |                              |                              |            |       |                               |                              |  |                               |
| 2022  |       | 1er tour (1/32) K. Juvan     |                               |                             | 2e tour (1/32) L. Bronzetti  |                              |            |       |                               |                              |  |                               |

Sous le résultat, l’ultime adversaire.

## Parcours en Fed Cup
| #                                                                 | Date       | Lieu               | Surface      | Gagnante(s)                              | Perdante(s)                    | Score          |          |
|                                                                   |            |                    |              |                                          |                                |                |          |
| 2005 - Barrage (groupe mondial I) - Suisse - Autriche - 1 : 4     |            |                    |              |                                          |                                |                |          |
| 1                                                                 | 09/07/2005 | Lausanne           | Terre (ext.) | Yvonne Meusburger                        | Stefanie Vögele                | 7-64, 6-1      | Parcours |
| 1                                                                 | 09/07/2005 | Lausanne           | Terre (ext.) | Daniela Klemenschits Sandra Klemenschits | Stefanie Vögele Gaelle Widmer  | 6-0, 6-2       | Parcours |
|                                                                   |            |                    |              |                                          |                                |                |          |
| 2006 - 1er tour (groupe mondial II) - Japon - Suisse - 4 : 1      |            |                    |              |                                          |                                |                |          |
| 2                                                                 | 22/04/2006 | Tokyo              | Dur (int.)   | Ai Sugiyama                              | Stefanie Vögele                | 6-2, 4-6, 6-1  | Parcours |
|                                                                   |            |                    |              |                                          |                                |                |          |
| 2006 - Barrage (groupe mondial II) - Suisse - Australie - 0 : 5   |            |                    |              |                                          |                                |                |          |
| 3                                                                 | 15/07/2006 | Chavannes-de-Bogis | Dur (ext.)   | Alicia Molik                             | Stefanie Vögele                | 6-2, 3-6, 6-0  | Parcours |
|                                                                   |            |                    |              |                                          |                                |                |          |
| 2008 - Barrage (groupe mondial II) - Autriche - Suisse - 2 : 3    |            |                    |              |                                          |                                |                |          |
| 4                                                                 | 26/04/2008 | Dornbirn           | Dur (int.)   | Stefanie Vögele                          | Tamira Paszek                  | 4-6, 6-1, 7-5  | Parcours |
|                                                                   |            |                    |              |                                          |                                |                |          |
| 2009 - 1er tour (groupe mondial II) - Suisse - Allemagne - 2 : 3  |            |                    |              |                                          |                                |                |          |
| 5                                                                 | 07/02/2009 | Zurich             | Dur (int.)   | Anna-Lena Grönefeld Tatjana Malek        | Patty Schnyder Stefanie Vögele | 6-4, 6-3       | Parcours |
|                                                                   |            |                    |              |                                          |                                |                |          |
| 2009 - Barrage (groupe mondial II) - Australie - Suisse - 3 : 1   |            |                    |              |                                          |                                |                |          |
| 6                                                                 | 25/04/2009 | Mildura            | Herbe (ext.) | Jelena Dokić                             | Stefanie Vögele                | 7-61, 6-4      | Parcours |
| 6                                                                 | 25/04/2009 | Mildura            | Herbe (ext.) | Samantha Stosur                          | Stefanie Vögele                | 7-62, 5-7, 6-3 | Parcours |
|                                                                   |            |                    |              |                                          |                                |                |          |
| 2011 - Barrage (groupe mondial II) - Suisse - Suède - 4 : 1       |            |                    |              |                                          |                                |                |          |
| 7                                                                 | 16/04/2011 | Lugano             | Terre (ext.) | Anna Brazhnikova Sandra Roma             | Amra Sadiković Stefanie Vögele | 7-5, 6-4       | Parcours |
|                                                                   |            |                    |              |                                          |                                |                |          |
| 2012 - 1er tour (groupe mondial II) - Suisse - Australie - 1 : 4  |            |                    |              |                                          |                                |                |          |
| 8                                                                 | 04/02/2012 | Fribourg           | Terre (int.) | Stefanie Vögele                          | Jarmila Gajdošová              | 6-0, 6-78, 8-6 | Parcours |
| 8                                                                 | 04/02/2012 | Fribourg           | Terre (int.) | Samantha Stosur                          | Stefanie Vögele                | 6-3, 6-2       | Parcours |
|                                                                   |            |                    |              |                                          |                                |                |          |
| 2012 - Barrage (groupe mondial II) - Suisse - Biélorussie - 4 : 1 |            |                    |              |                                          |                                |                |          |
| 9                                                                 | 21/04/2012 | Yverdon-les-Bains  | Dur (int.)   | Stefanie Vögele                          | A. Sasnovich                   | 6-0, 5-7, 6-3  | Parcours |
| 9                                                                 | 21/04/2012 | Yverdon-les-Bains  | Dur (int.)   | Stefanie Vögele                          | Olga Govortsova                | 6-1, 6-1       | Parcours |
|                                                                   |            |                    |              |                                          |                                |                |          |
| 2013 - 1er tour (groupe mondial II) - Suisse - Belgique - 4 : 1   |            |                    |              |                                          |                                |                |          |
| 10                                                                | 09/02/2013 | Berne              | Terre (int.) | Yanina Wickmayer                         | Stefanie Vögele                | 6-1, 4-6, 8-6  | Parcours |
| 10                                                                | 09/02/2013 | Berne              | Terre (int.) | Stefanie Vögele                          | Alison Van Uytvanck            | 6-2, 7-64      | Parcours |
|                                                                   |            |                    |              |                                          |                                |                |          |
| 2013 - Barrage (groupe mondial I) - Suisse - Australie - 1 : 3    |            |                    |              |                                          |                                |                |          |
| 11                                                                | 20/04/2013 | Chiasso            | Terre (ext.) | Samantha Stosur                          | Stefanie Vögele                | 6-0, 6-4       | Parcours |
| 11                                                                | 20/04/2013 | Chiasso            | Terre (ext.) | Ashleigh Barty                           | Stefanie Vögele                | 6-3, 6-4       | Parcours |
|                                                                   |            |                    |              |                                          |                                |                |          |
| 2014 - 1er tour (groupe mondial II) - France - Suisse - 3 : 2     |            |                    |              |                                          |                                |                |          |
| 12                                                                | 08/02/2014 | Paris              | Dur (int.)   | Virginie Razzano                         | Stefanie Vögele                | 6-2, 6-1       | Parcours |

## Classements WTA en fin de saison
| Année          | 2004 | 2005 | 2006 | 2007 | 2008 | 2009 | 2010 | 2011 | 2012 | 2013 | 2014 | 2015 | 2016 | 2017 | 2018 | 2019 | 2020 | 2021 | 2022 |
| Rang en simple | 711  | –    | 920  | 215  | 130  | 76   | 127  | 138  | 113  | 44   | 78   | 122  | 112  | 152  | 85   | 119  | 116  | 147  | 240  |
| Rang en double | 871  | –    | –    | 371  | 155  | 231  | 166  | 231  | 154  | 882  | 106  | 369  | 592  | 599  | –    | 1156 | 1220 | 962  | 920  |

Source : (en) Classements de Stefanie Vögele sur le site officiel de la Fédération internationale de tennis

## Records et statistiques

### Victoire sur le top 10
| Légende         |
| Grand Chelem    |
| Masters         |
| Jeux olympiques |
| Elite Trophy    |
| Premier         |
| Intern'l        |
| Fed Cup         |

|   |        |  | Tournoi      | Année | Surface |  | Adversaire      | Rang | Tour | Score    | Tableau |
| 1 | no 109 |  | Indian Wells | 2019  | Dur     |  | Sloane Stephens | no 4 | 1/32 | 6-3, 6-0 | Tableau |